# Katharina B. Gross
Katharina B. Gross (* 1988) ist eine deutsche Autorin von Romanen in den Genres Gay Romance bzw. Coming-of-Age.

## Leben
Gross stammt aus dem Ruhrgebiet und ist hauptberuflich Bilanzbuchhalterin. 2017 veröffentlichte sie ihren ersten Roman Call me Baby zunächst als E-Book, 2018 in gedruckter Form. Im selben Jahr erschien Herzflüstern: Julian & Markus bei Forever, einem Imprint der Ullstein Buchverlage. Weitere Romane erschienen im Cursed Verlag, der sich auf GayRomance-Literatur spezialisiert hat.
Mit ihrem Mann lebt und arbeitet sie in Niedersachsen.

## Veröffentlichungen (Auswahl)
- Call me Baby. Cursed Verlag, Taufkirchen 2018, ISBN 978-3-95823-122-1.
- Lovesongs for Alex. Dead Soft Verlag, Mettingen 2018, ISBN 978-3-96089-265-6.
- Herzflüstern: Julian & Markus. Forever im Ullstein Buchverlag, Berlin 2018, ISBN 978-3-95818-971-3.
- Herzleuchten - Tim & Lukas. Forever im Ullstein Buchverlag, Berlin 2019, ISBN 978-3-95818-491-6.